# Пузырь Алькубьерре
Пузырь Алькубьерре — теоретически возможная идея варп-двигателя, согласно которой космический корабль мог бы достичь кажущейся скорости, превышающей скорость света, сжимая пространство перед собой и расширяя пространство позади себя, в предположении, что настраиваемое поле плотности энергии ниже, чем вакуум (то есть отрицательная масса). Предложенный физиком-теоретиком Мигелем Алькубьерре в 1994 году, привод Алькубьерре основан на решении уравнений поля Эйнштейна. Поскольку эти решения являются метрическими тензорами, привод Алькубьерре также называют метрика Алькубьерре.
Объекты не могут разгоняться до скорости света в обычном пространстве-времени; вместо этого двигатель Алькубьерре сдвигает пространство вокруг объекта, так что объект достигает места назначения быстрее, чем свет в обычном пространстве, не нарушая никаких физических законов. 
Хотя метрика, предложенная Алькубьерре, согласуется с уравнениями поля Эйнштейна, построение такого привода не обязательно возможно. Предложенный механизм двигателя Алькубьерре подразумевает отрицательную плотность энергии и, следовательно, требует экзотической материи или манипулирования тёмной энергией. Если экзотическая материя с правильными свойствами не может существовать, то двигатель не может быть построен. Однако в конце своей оригинальной статьи Алькубьерре утверждал (следуя аргументу, развитому физиками, анализирующими проходимые червоточины), что вакуум Казимира между параллельными пластинами может удовлетворить потребность в отрицательной энергии для привода Алькубьерре. В некоторых исследованиях утверждалось, что такая концепция возможна при чисто положительной энергии с использованием «солитонных» волн.
Другая возможная проблема заключается в том, что, хотя метрика Алькубьерре согласуется с уравнениями Эйнштейна, общая теория относительности не включает квантовую механику. Некоторые физики представили аргументы, чтобы предположить, что теория квантовой гравитации (которая включала бы обе теории) устранила бы те решения в общей теории относительности, которые допускают путешествие во времени назад (см. гипотезу о защите хронологии), и, таким образом, сделала бы диск Алькубьерре недействительным.

## История
В 1994 году Мигель Алькубьерре предложил метод изменения геометрии пространства путем создания волны, которая заставляла бы ткань пространства перед космическим кораблем сжиматься, а пространство за ним расширяться. Затем корабль будет двигаться на этой волне внутри области плоского пространства, известной как варп-пузырь, и не будет двигаться внутри этого пузыря, а вместо этого будет увлекаться, поскольку сама область движется из-за действий привода. Локальная скорость относительно деформированного пространства-времени будет субсветовой, но скорость, с которой может двигаться космический корабль, будет сверхсветовой, что делает возможным межзвездный полет, такой как посещение Проксимы Центавра в течение нескольких дней. 

## Экспериментальная проверка
В 2012 году группа Eagleworks под руководством Гарольда Уайта (APPL JSC NASA), объявила о создании интерферометра Уайта — Джудэя, который, по их заявлениям, может обнаружить пространственные возмущения, создаваемые сильными электрическими полями. Эксперимент подробно описан в работе Гарольда Уайта Warp Field Mechanics 101.
Создание интерферометра финансировалось Космическим центром имени Линдона Джонсона, затраты составили порядка 50 тысяч долларов США.
Кроме того, Алексей Бобрик и Джанни Мартире (Gianni Martire) утверждают, что класс субсветовых сферически-симметричных варп-пространств-времён может быть построен на основе физических принципов, известных в настоящее время человечеству, таких как положительная энергия. Статья под названием Введение в физические варп-двигатели доказывает, что человечество действительно может стать межзвёздным видом.

## В культуре
Похожий способ передвижения космических кораблей (сжатие пространства перед звездолётом, и расширение за ним) показан в фантастическом сериале «Звёздный путь». По словам самого Алькубьерре, идея пришла ему в голову именно во время просмотра сериала.
Также, в романах С. Лукьяненко «Порог» и «Предел» представители цивилизации Невар перемещались в космосе посредством кораблей, использующих принцип пузыря Алькубьерре (то есть были оснащены варп-двигателями).